# Révolte du vaccin
 (mars 2023).
Si vous disposez d'ouvrages ou d'articles de référence ou si vous connaissez des sites web de qualité traitant du thème abordé ici, merci de compléter l'article en donnant les références utiles à sa vérifiabilité et en les liant à la section « Notes et références ».
La révolte du vaccin (Revolta da Vacina en portugais) est une période de désordre civil qui a eu lieu à Rio de Janeiro (Brésil) du 10 au 16 novembre 1904. 

## Contexte
Au début du XXe siècle, bien que remarquable pour ses magnifiques palais et manoirs, la ville de Rio de Janeiro (alors capitale du Brésil) souffre également d'infrastructures insuffisantes, notamment en ce qui concerne l'adduction d'eau et les égouts, d'un ramassage irrégulier des ordures et d'appartements très densément peuplés.
Dans ce contexte, de nombreuses maladies prolifèrent : tuberculose, rougeole, typhus et lèpre. De temps en temps, surviennent des épidémies de fièvre jaune, de variole ou de peste. Entre 1897 et 1906, 4 000 immigrants européens décèdent de la fièvre jaune à Rio de Janeiro. 
Élu en 1902, le président Rodrigues Alves est déterminé à améliorer l'hygiène et à moderniser la ville. Il donne les pleins pouvoirs au maire de la ville, Pereira Passos, et au directeur général de la santé publique, le docteur Oswaldo Cruz, pour réaliser les améliorations sanitaires. 
Le maire lance un vaste programme de réforme urbaine, programme surnommé le bota abaixo, en référence à la démolition des vieux bâtiments et des immeubles et à leur remplacement par de grandes avenues, des jardins, des maisons de standing et des industries. Des milliers de pauvres sont déplacés à la périphérie de la ville. 
Le docteur Oswaldo Cruz crée les Brigadas Mata Mosquitos (Brigades tueuses de moustiques), groupes d'employés des services sanitaires qui pénètrent dans les logements afin d'exterminer les moustiques qui transmettent la fièvre jaune. Cette campagne sert aussi à exterminer les rats (qui transmettent la peste) via la distribution de raticide et en imposant une gestion, un stockage et un ramassage corrects des ordures.

## La révolte
Afin d'éradiquer la variole, Cruz convainc le Congrès d'adopter la Loi sur la vaccination obligatoire (31 octobre 1904) qui autorise les employés de la Brigade Sanitaire accompagnés par la police à pénétrer dans les domiciles pour vacciner de force et donne aux équipes de vaccination le droit de signaler les emplacements qu'ils considèrent comme étant dangereuse hygiéniquement. Les habitations signalées pouvaient ensuite être détruites.
Cela mécontenta la population. La ville semblait en ruines, de nombreuses personnes avaient perdu leur logement pendant que les autres voyaient leur domicile envahi par les travailleurs sociaux et la police. La presse émit des critiques contre le gouvernement et des articles évoquèrent de possibles risques liés au vaccin. De plus, la rumeur courut que le vaccin devait être appliqué sur les “parties intimes” du corps (ou du moins, que les femmes devaient se déshabiller pour être vaccinées), aggravant encore la colère de la population. Le résultat fut une révolte populaire.
L'adoption de la loi sur la vaccination est le facteur déclenchant de la révolte : le 5 novembre, l'opposition crée la Liga Contra a Vacina Obrigatória (Ligue contre la vaccination obligatoire).  
Du 10 au 16 novembre, la ville devient un champ de bataille. La population excitée pille les magasins, retourne et brûle les tramways, fait des barricades, dépave les rues et attaque les forces de l'ordre avec des pierres, des bâtons et des débris. Le 14 novembre, les élèves de l'Escola Militar da Praia Vermelha (l'école militaire) se mutinent également. En réponse, le gouvernement suspend la vaccination obligatoire et déclare l'état de siège. La rébellion est contenue, faisant 30 morts et 110 blessés. Des centaines de prisonniers sont déportés dans la région d'Acre, alors frontalière.
Après que le gouvernement a repris le contrôle de la situation, le processus de vaccination a repris, permettant finalement l'éradication de la variole dans la ville. La communauté médicale internationale considéra les efforts du docteur Cruz avec une considérable sympathie : en 1907, le quatorzième Congrès international sur l'hygiène et la démographie à Berlin lui décerne sa médaille d'or.